# (500482) 2012 TV248
(500482) 2012 TV248 es un asteroide perteneciente al cinturón de asteroides, descubierto el 15 de septiembre de 2006 por el equipo del Spacewatch desde el Observatorio Nacional de Kitt Peak, Arizona, Estados Unidos.

## Designación y nombre
Designado provisionalmente como 2012 TV248.

## Características orbitales
2012 TV248 está situado a una distancia media del Sol de 3,162 ua, pudiendo alejarse hasta 3,460 ua y acercarse hasta 2,863 ua. Su excentricidad es 0,094 y la inclinación orbital 8,954 grados. Emplea 2053,78 días en completar una órbita alrededor del Sol.

## Características físicas
La magnitud absoluta de 2012 TV248 es 16,7. 